# Gédéon Tallemant des Réaux
Gédéon Tallemant des Réaux, chiamato a volte erroneamente Tallemand des Réaux (La Rochelle, 2 ottobre 1619 – Parigi, 6 novembre 1692), è stato uno scrittore e poeta francese, conosciuto per le sue Historiettes, una raccolta di brevi biografie di suoi contemporanei.

## Biografia
Tallemant des Réaux proveniva da una ricca famiglia banchieri ugonotti de La Rochelle; il nome «des Réaux» proviene da una piccola proprietà da lui acquistata nel 1650. Stabilitosi molto giovane a Parigi, a diciotto anni, con il fratello abate François, futuro membro dell'Académie française, è in Italia. Al suo ritorno a Parigi, il padre gli ottiene la carica di consigliere al Parlamento quando avesse conseguito i diplomi in diritto civile e in diritto canonico ma Gédéon, detestando quella professione, cerca un altro modo di guadagnarsi la vita, sposando intanto la ricca cugina Élisabeth de Rambouillet; il fratellastro aveva invece sposato una d'Angennes, ed entrambe gli resero così possibile l'ingresso nel circolo dei letterati dell'Hôtel de Rambouillet.
Non avendo alcuna ammirazione per Luigi XIII, la marchesa Catherine de Vivonne de Rambouillet approfittò dell'interesse di Tallemant per la storia del regno di Enrico IV e di Luigi XIII. La società dell'Hôtel de Rambouillet fu un campo di acute e spesso impietose osservazioni sulla società francese: nelle sue Historiettes, egli mise in piedi ritratti di scrittori come Voiture, Guez de Balzac, Malherbe, Chapelain - Boisrobert, Conrart, Des Barreaux, Gombauld, Scarron, Malherbe, La Fontaine, Pascal, Marie de Gournay, Marie-Catherine de Villedieu, l'abate d'Aubignac, Pierre Corneille, Georges de Scudéry, Madeleine de Scudéry, Madeleine de Souvré de Sablé, Madame de Sévigné, Racan. Vi tratta anche di personalità politiche come Richelieu, di celebrità del tempo, come l'attore Mondory e di cortigiane come Marion Delorme, Ninon de Lenclos e Angélique Paulet, e il violista André Maugars.
Il valore di queste Historiettes è inestimabile per la storia letteraria del XVII secolo. Pubblicata semiclandestinamente, l'opera rimase manoscritta fino al 1834, suscitando, alla sua pubblicazione a stampa, incredulità e perfino indignazione, poiché nell'Ottocento non si voleva certamente avere del "Grand Siècle" le immagini che le storie di Tallemant avevano dipinte.
Legato a Conrart, Tallemant des Réaux fu anche poeta e, anche se la sua fama attuale è dovuta alle Historiettes, egli collaborò anche alla Guirlande de Julie: il suo contributo fu stampato solo nel 1834. Tallemant aveva pure cominciato le Mémoires pour la régence d'Anne d'Autriche di cui si è però smarrito il manoscritto.
La fine della sua vita è stata segnata dagli stravolgimenti provocati dalla repressione del movimento ugonotto. La moglie si convertì al cattolicesimo nel 1660, ritirandosi poi in convento; la figlia, rimasta nella sua fede protestante, verrà esiliata dalla Francia e Tallemant preferì abiurare nel 1684 per continuare a percepire una pensione di 2000 franchi.

## Edizioni
- Historiettes, Paris 1960